# Efrat Tilma
Efrat Anne Tilma (nacida el 10 de septiembre de 1947) es una activista transgénero israelí, una de las primeras mujeres abiertamente trans en Israel y la primera mujer trans en ser voluntaria en la policía israelí. Una obra basada en su autobiografía, Made He a Woman, fue escrita por Yonatan Calderon y representada en el Teatro Nacional Habima. En 2019, Tilma fue la primera mujer trans en recibir una ciudadanía honoraria de la ciudad de Tel Aviv-Yafo.

## Carrera
En 2011, Tilma comenzó a trabajar como voluntaria en el distrito de Tel Aviv de la policía de Israel. Desde la transformación de Israel en los derechos LGBTQ, Tilma se ha convertido en embajadora de la comunidad transgénero y la policía israelí y recibió una disculpa oficial y una medalla especial del distrito policial de Tel Aviv. Tilma también se reunió con el presidente israelí Reuven Rivlin como parte de una velada en honor a los miembros de la comunidad LGBT que sirven en las fuerzas de seguridad.
En 2016, Tilma se desempeñó como jueza de la primera edición de Miss Trans Israel. El concurso fue ganado por Thalin Abu Hanna, quien un año después interpretó a Tilma en una obra sobre su vida llamada "Made He a Woman".
Tilma ha aparecido en varios programas de televisión documentales en Israel y da conferencias regularmente a varias audiencias, incluidos policías y jueces, sobre la historia de las personas transgénero y los problemas de las personas trans en la actualidad.

## Vida personal
Tilma tuvo problemas con la policía israelí que la encarceló por vestirse de mujer. Después de someterse a una cirugía de reasignación de sexo en Casablanca en 1967, tuvo que pasar por exámenes humillantes que el Ministerio del Interior de Israel consideró necesarios para cambiar su documentación para que reflejara su nueva identidad de género.

## Reconocimientos
En el año 2022 fue elegida como una de las 100 mujeres más influyentes del mundo según la BBC.